# شاحن البطارية

شاحن بطارية الهاتف.

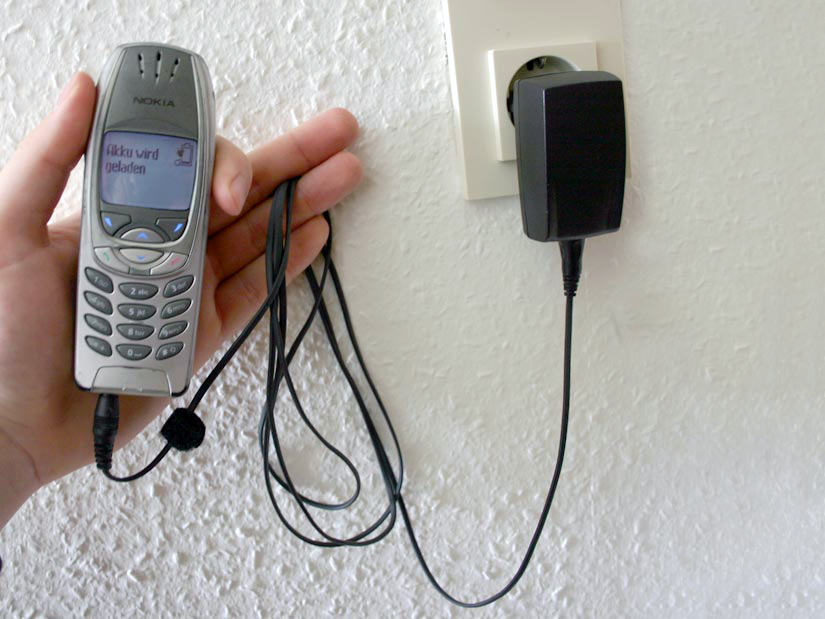
هاتف نوكيا يشحن بواسطة الشاحن الخاص به.

شاحن البطارية أو شاحن مدخرة (بالإنجليزية: Battery Charger)‏، هو جهاز يستخدم لوضع الطاقة في خلية ثانوية أو بطارية قابلة للشحن من خلال فرض تيار كهربائي خلالها. بروتوكول الشحن يعتمد على حجم ونوع البطارية المشحونة. بعض أنواع البطاريات لديها مقدرة عالية على تحمل الشحن الزائد ويمكن إعادة شحنها بواسطة اتصال مع مصدر الجهد المستمر أو مصدر تيار مستمر؛ شواحن بسيطة من هذا النوع تتطلب انقطاع دليل في نهاية دورة الشحن، أو قد يكون له موقت بقطع تيار الشحن في الوقت المحدد. أنواع أخرى من البطاريات لا يمكن أن تصمد أمام ارتفاع معدل طول مدة الشحن، قد يكون الشاحن اكتسب درجة حرارة أو حدث أن دوائر استشعار الجهد ووحدة تحكم المعالجات الدقيقة لضبط تيار الشحن قطعت في نهاية الشحن. يوفر الشاحن الضعيف كمية صغيرة نسبيا من التيار، فقط بما فيه الكفاية لمواجهة التفريغ الذاتي للبطارية الذي يكون خاملا لفترة طويلة. أجهزة شحن البطاريات البطيئة قد تستغرق عدة ساعات لإتمام التيار؛ ارتفاع معدل الشحن قد يستعيد معظم القدرة في غضون دقائق أو أقل من ساعة، ولكن عموما تحتاج إلى رصد للبطارية لحمايتها من زيادة الشحن.

## التطبيقات

### شاحن بطاريةالهاتف المحمول

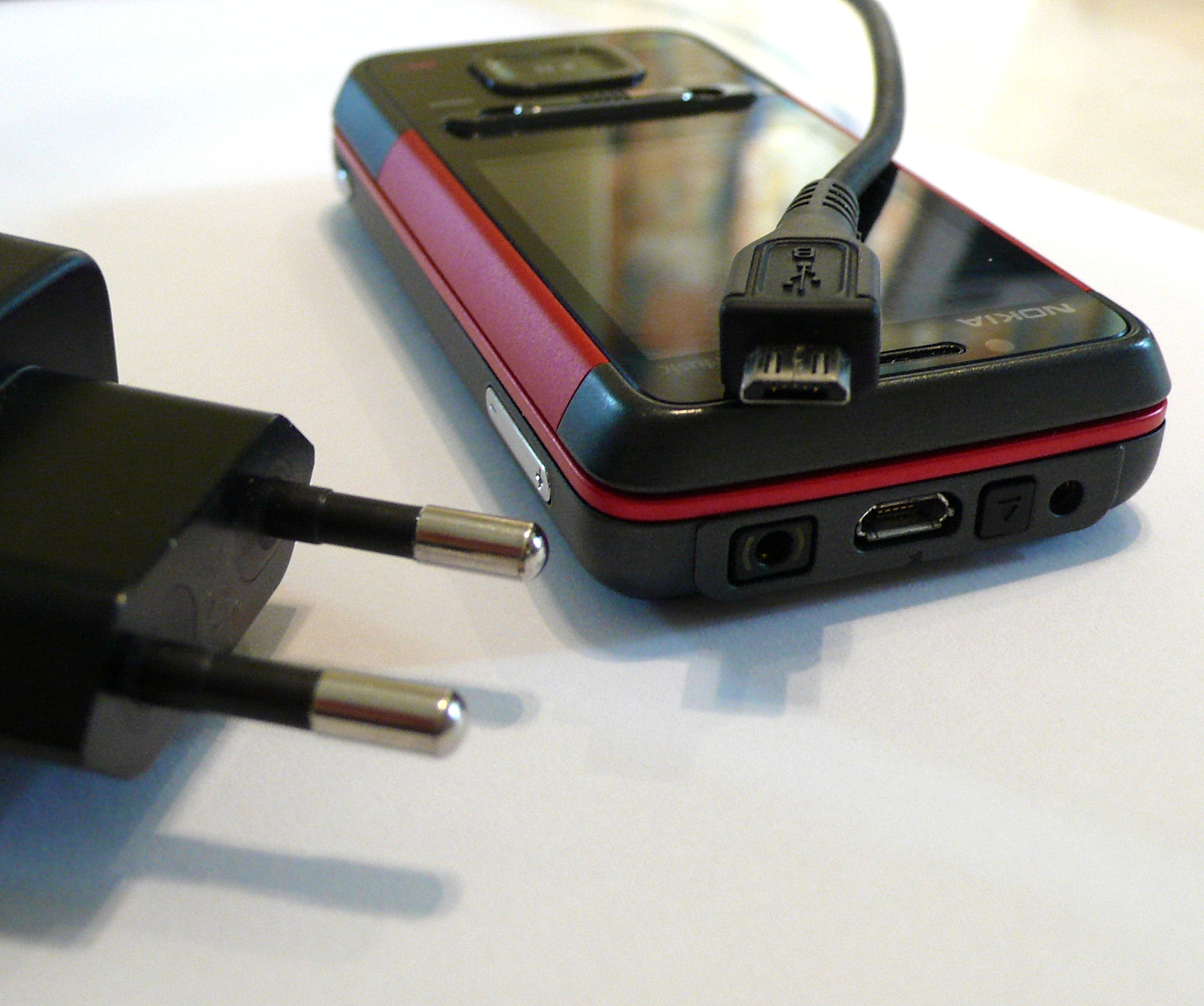
شاحن ميكرو يو إس بي لبطارية الهاتف المحمول.

معظم شواحن بطاريات الهاتف المحمول ليست بشواحن، وإنما هي عبارة عن محولات للطاقة والتي توفر مصدر الطاقة للدوائر الكهربائية الموجودة داخل الهواتف المحمولة. وهناك أجهزة شحن تعمل بالطاقة البشرية في الأسواق، وتتكون عادة من دينامو مدعوم بكرنك يدوي وأسلاك متمددة، كما يوجد شواحن تعمل بالطاقة الشمسية. الصين والاتحاد الأوروبي يقومان على إنتاج شواحن يو إس بي بمعايير محلية. في يونيو 2009, 10 من أكبر شركات المحمول في العالم وقعت فيما بينها مذكرة تفاهم لتطوير مواصفات ودعم إمدادات الطاقة الخارجية لدى شواحن الميكرو يو إس بي لجميع الهواتف المحمولة التي تدعم البيانات وتباع في الاتحاد الإوروبي. وفي 22 أكتوبر 2009, أعلن الاتحاد الدولي للاتصالات السلكية واللاسلكية معيارا عالميا لشواحن الميكرو يو إسبي للهواتف النقالة.

### شاحن بطارية المركبات
هناك نوعان رئيسيان من شواحن المركبات:
- لإعادة شحن بطاريات مركبات الوقود، حيث يتم استخدام شاحن وحدات.
- لإعادة شحن بطاريات المركبات الكهربائية.